# Ian Sneddon
Ian Sneddon (anglès: Ian Naismith Sneddon)  (Glasgow, 8 de desembre de 1919 - Glasgow, 4 de novembre de 2000) va ser un matemàtic escocès.

## Vida i obra
Sneddon es va graduar en física i matemàtiques el 1940 a la universitat de Glasgow i, a continuació va anar a la universitat de Cambridge, però la Segona Guerra Mundial va interrompre els seus estudis. Des de 1942 fins a 1945 va estar en un laboratori de la ciutat de Kent dedicat a l'estudi del material militar. El 1946, després d'un breu període al laboratori de física de la universitat de Bristol, es va incorporar com professor ajudant de filosofia natural a la universitat de Glasgow. De 1950 a 1956 va ser professor del University College de North Staffordshire (actual universitat de Keele), abans de retornar a la universitat de Glasgow, en la qual es va jubilar el 1985.
Va ser un amant apassionat de la música i membre de diferents organitzacions d'òpera, d'orquestres i de teatre de Glasgow. Aquesta passió també el ca connectar amb Polònia on va mantenir fructífers contactes científics; motiu pel qual va rebre diferents guardons polonesos.
Els seus principals treballs versen sobre l'elasticitat i sobre mètodes de la física matemàtica. Va publicar una desena de llibres i més de cent articles científics.